# Охримович Зінаїда Дмитрівна
Зінаїда Дмитрівна Охримович (15 жовтня 1902, Березівка — 17 березня 1974, Київ) — українська радянська художниця декоративного мистецтва (килимарниця, текстильна художниця, керамістка); членкиня Спілки радянських художників України.

## Біографія
Народилася 15 жовтня 1902 року в селі Березівці  (нині Березівка (Могилів-Подільський район) Вінницької області, Україна). 1925 року закінчила Кам'янець-Подільську художньо-промислову школу. У 1926—1930 роках навчалась у Київському художньому інституті, 1932 року закінчила Київський текстильний інститут. Вчителі з фаху — В. Кагельмейстер, О. Адамович, Костянтин Кржемінський, Микола Рокицький, Макс Гельман, Сергій Колос.
З 1943 року разом із Людмилою Киянициною та Олександрою Грядуновою працювала художницею на київському заводі «Керамік». Була членкинею вченої ради експериментальної лаболаторії «Укрпромспілки» та «Укрхудожпрому». 
Жила в Києві в будинку на проспекті Возз'єднання, № 44, квартира № 49. Померла у Києві  17 березня 1974 року.

## Творчість
Працювала в галузі декоративного мистецтва (художнє ткацтво і кераміка). Твори: декоративні тканини, панно, гобелени, килими, керамічні вази, декоративні блюда, куманці, баклаги, сувеніри та інше.
Брала участь у всеукраїнських виставках з 1928 року, всесоюзних з 1946 року, зарубіжних з 1938 року. 
У колекції кераміки Національного музею українського народного декоративного мистецтва зберігається 115 її творів.